# Vellore (Distrikt)
Der Distrikt Vellore (Tamil: வேலூர் மாவட்டம்) ist ein Distrikt des indischen Bundesstaates Tamil Nadu. Verwaltungszentrum des Distrikts ist die namengebende Stadt Vellore. Nach der indischen Volkszählung 2011 hatte der Distrikt Vellore eine Fläche von 6.075 Quadratkilometern und rund 3,9 Millionen Einwohner. Im Jahr 2019 wurden die Distrikte Ranipet und Tirupattur aus dem Distrikt Vellore gelöst.

## Geografie

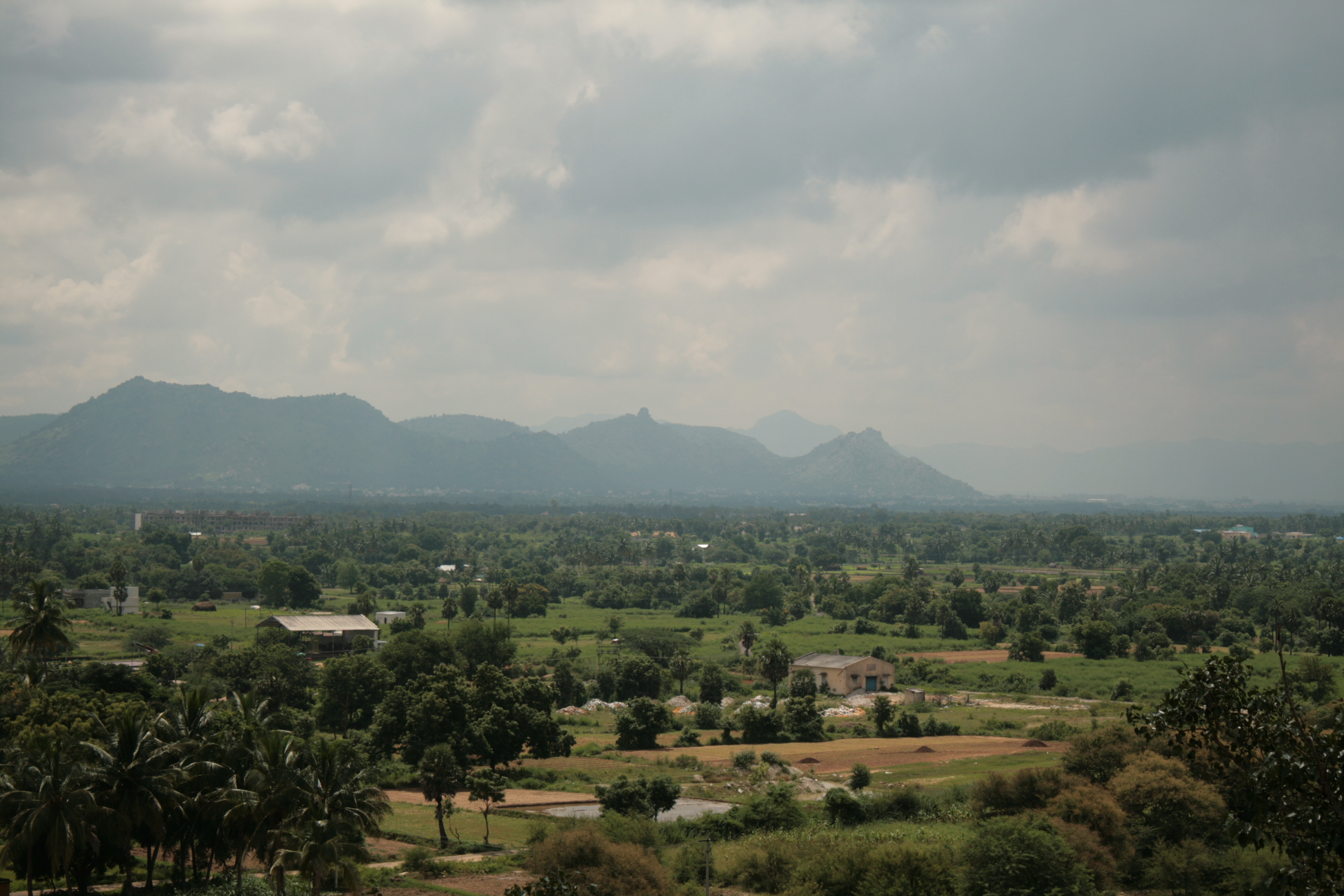
Landschaft im Distrikt Vellore

Der Distrikt Vellore liegt im Binnenland im Norden Tamil Nadus an der Grenze zum Bundesstaat Andhra Pradesh. Der Distrikt ist Teil der historischen Region Tondaimandalam (oder Tondai Nadu). Nachbardistrikte sind Ranipet im Osten, Tiruvannamalai im Süden, Tirupattur im Westen (alle in Tamil Nadu) sowie der zu Andhra Pradesh gehörige Distrikt Chittoor im Norden.
Das Gebiet des Distrikts Vellore wird von Westen nach Osten vom periodisch wasserführenden Fluss Palar durchflossen. Der kleine Fluss Ponnai, ein linksseitiger Zufluss des Palar, markiert einen längeren Abschnitt der östlichen Distriktgrenze. Ein Teil des Distriktgebiets wird von gebirgigen Ausläufern der Ostghats eingenommen. Im Nordwesten bildet ein solcher Höhenzug die natürliche Grenze zu Andhra Pradesh. Südlich des Palar-Tales liegen an der Grenze zu den Distrikten Tirupattur Tiruvannamalai die Javadi-Berge. Während die Ebenen intensiv landwirtschaftlich genutzt werden, sind die Berge zu großen Teilen bewaldet.
Im Distrikt Vellore herrscht ein wechselfeuchtes Tropenklima vor. Die Jahresmitteltemperatur in Vellore beträgt 27,9 °C, das Jahresmittel des Niederschlages liegt bei 917 mm. Die meisten Niederschläge fallen während des Nordostmonsuns im Oktober und November. Auch während des Südwestmonsuns zwischen Juli und September kommt es zu Regenfällen.

## Geschichte

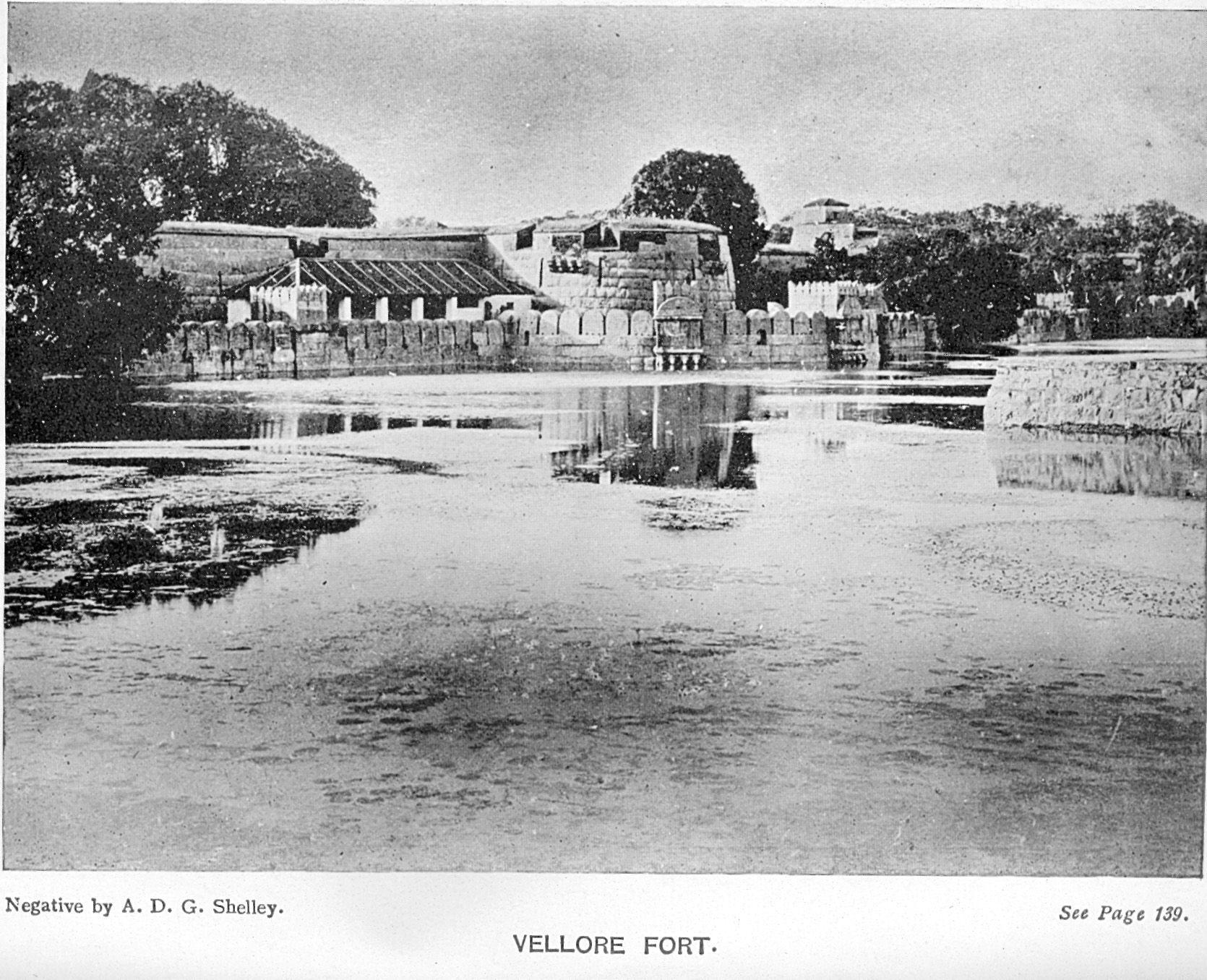
Historische Ansicht des Forts Vellore (1913)

Im Mittelalter stand das Gebiet des heutigen Distriktes Vellore unter der Herrschaft der Pallava, Rashtrakuta, Chola sowie des Reiches Vijayanagar. Unter den Vijayanagar-Herrschern entstand im 16. Jahrhundert das Fort Vellore, das sich bald zu einem wichtigen Machtzentrum entwickelte. Im Jahr 1677 wurde die Festung von den Marathen erobert, 1708 fiel sie an die Nawabs von Arcot. Während der Karnatischen Kriege weiteten die Briten ihren Einfluss aus und stationierten eine Garnison im Fort Vellore, welche die Festung 1780 gegen eine Belagerung durch Haidar Ali von Mysore verteidigten. Bis zur indischen Unabhängigkeit blieb das Fort Vellore in der Hand der Briten, trotz der Meuterei in Vellore, bei der indische Soldaten 1806 gegen die Briten aufbegehrten.
Nachdem der Nawab von Arcot 1801 seine Besitzungen an die Britische Ostindien-Kompanie abgetreten hatte, gliederten die Briten das Gebiet von Vellore als Teil des Distrikts North Arcot in die Präsidentschaft Madras ein. Nach der indischen Unabhängigkeit 1947 kam North Arcot zum Bundesstaat Madras, der 1956 nach den Sprachgrenzen des Tamil neu formiert und 1969 in Tamil Nadu umbenannt wurde. Am 1. Oktober 1989 wurde der Distrikt North Arcot in die Distrikte North Arcot Ambedkar (am 1. Juli 1997 umbenannt in Distrikt Vellore) und Tiruvannamalai-Sambuvarayar (heute Distrikt Tiruvannamalai) geteilt. Am 28. November 2019 wurden die beiden Distrikte Ranipet und Tirupattur aus dem Gebiet des Distrikts Vellore gelöst.

## Bevölkerung

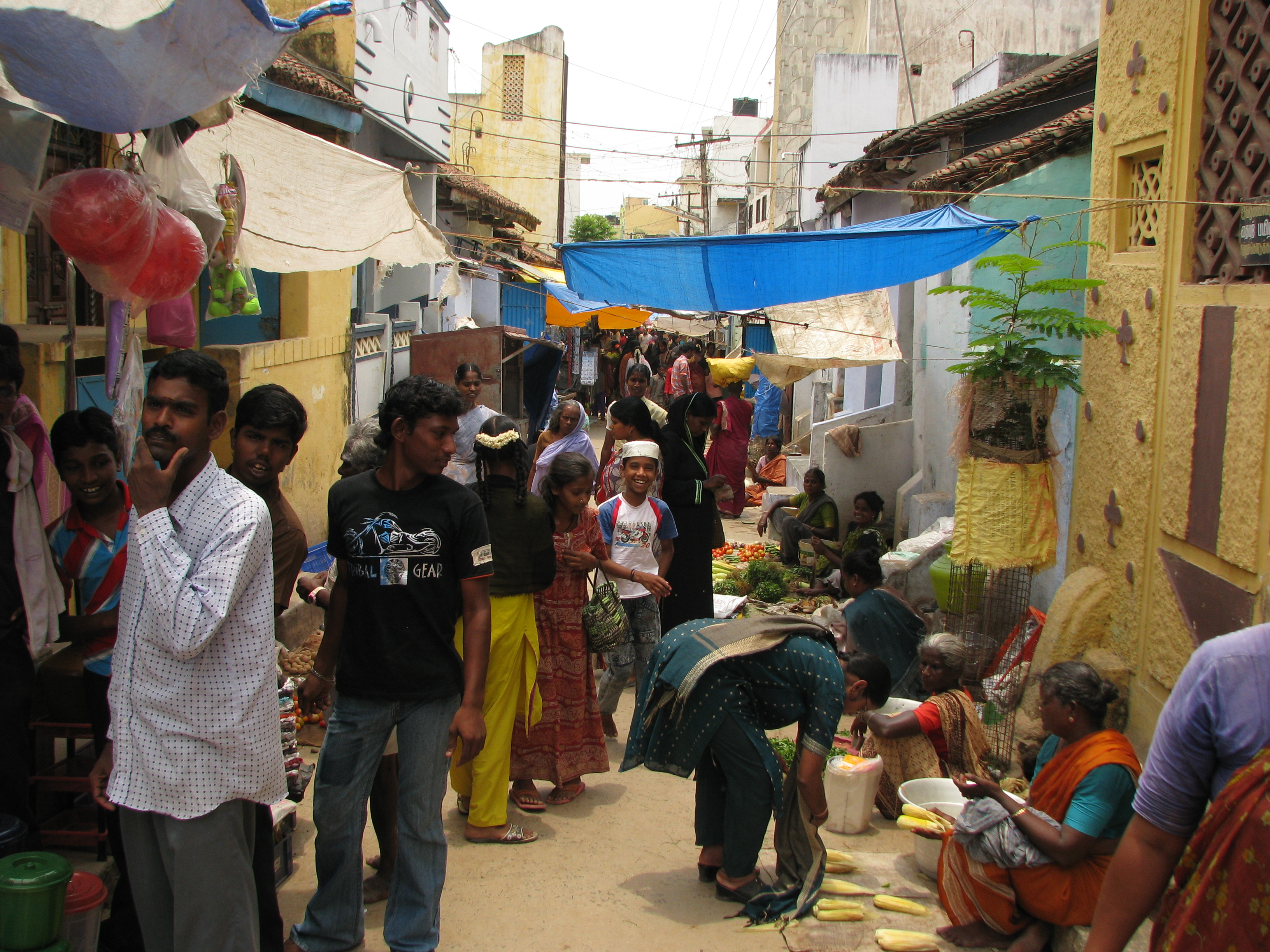
Marktszene in Vellore-Stadt

Da der Distrikt 2019 stark verkleinert wurde und die Ergebnisse der Volkszählung 2021 noch nicht veröffentlicht sind (Stand 2022), existieren derzeit keine genauen Zahlen zur Bevölkerungsstruktur. 
Die Hauptsprache im Distrikt in seinen Grenzen vor 2019 war wie in ganz Tamil Nadu das Tamil, das von 80 Prozent der Einwohner als Muttersprache gesprochen wurde. Anders als im größten Teil Tamil Nadus sprechen die meisten Muslime im Distrikt Vellore nicht Tamil, sondern Urdu als Muttersprache. Urdu-Sprecher machten knapp 10 Prozent der Distriktbevölkerung aus. Auch das Telugu, die Sprache des angrenzenden Bundesstaates Andhra Pradesh, ist im Distrikt Vellore verbreitet. Es wurde von rund 8 Prozent der Einwohner des ehemaligen Distrikts gesprochen.

## Sehenswürdigkeiten

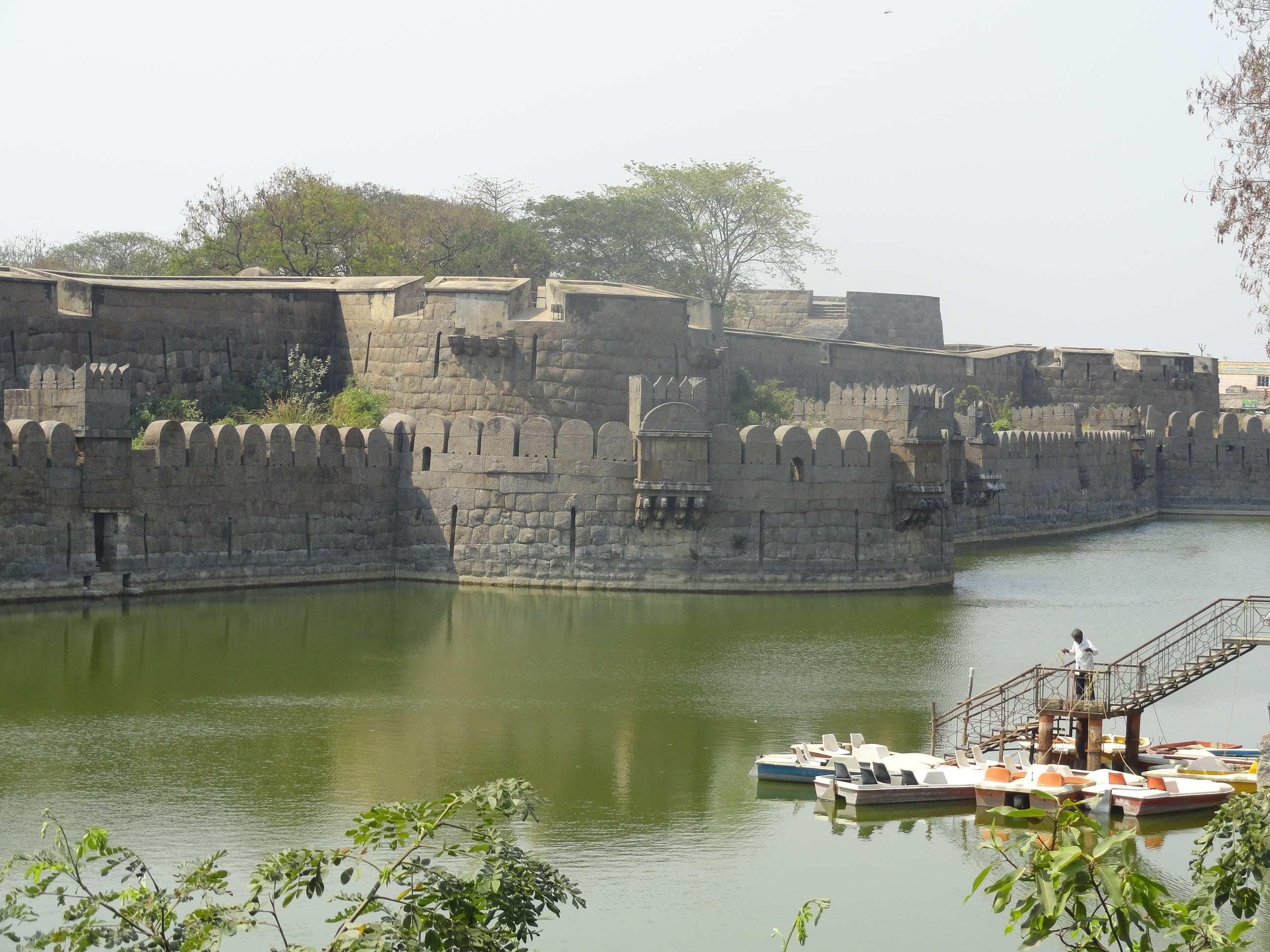
Das Fort Vellore

Hauptsehenswürdigkeit von Vellore-Stadt ist das Fort Vellore. Die Festung wurde im 16. Jahrhundert von den Vijayanagar-Herrschern gebaut und später von Bijapur, den Marathen, den Nawabs von Arcot und der Britischen Ostindien-Kompanie gehalten. Im Zweiten Mysore-Krieg widerstand sie einer zweijährigen Belagerung durch Hyder Ali. 1806 war sie Schauplatz der Meuterei von Vellore. Der letzte sri-lankische König, Vikrama Rajasinha, wurde nach der Eroberung Kandys durch die Briten von 1815 bis zu seinem Tod 1832 im Fort Vellore inhaftiert und wurde dort begraben. Das Fort Vellore ist komplett erhalten und gilt als eines der besten Beispiele für die Festungsarchitektur Südindiens. Im Inneren der Festung befinden sich ein Hindu-Tempel, eine Moschee und eine Kirche, die die wechselnde Geschichte des Forts illustrieren.
Im Ort Tiruvalam, 15 Kilometer östlich der Distrikthauptstadt, befindet sich der dem Gott Shiva geweihte Vilwanatheswarar-Tempel. Dieser wurde bereits im 7. Jahrhundert in den Tevaram-Hymnen des Dichterheiligen Sambandar besungen und gehört daher zu den heiligen Orten des tamilischen Shivaismus (Padal Petra Sthalam). Ein weiterer bedeutender Shiva-Tempel findet sich mit dem Margabandheeswarar-Tempel in Virinchipuram 14 Kilometer westlich von Vellore. In Sripuram, acht Kilometer südlich von Vellore, wurde 2007 ein opulenter goldener Tempel für den Gott Vishnu errichtet, der sich seitdem zu einer Touristenattraktion entwickelt hat.

## Verwaltungsgliederung
Im Jahr 2022 war der Distrikt in sechs Taluks eingeteilt: Vellore, Katpadi, Anaicut, Gudiyatham, Pernambut (Pernampattu), und K. V. Kuppam.
Im Distrikt Vellore (in seinen Grenzen ab 2019) gab es nach der Volkszählung 2011 eine Großstadt (Municipal Corporation), vier Städte mit eigener Stadtverwaltung (Municipalities), neun nach dem Panchayat-System verwaltete Kleinstädte (Town Panchayats) und 18 Zensusstädte (Census Towns). Angegeben ist die Einwohnerzahl nach der Volkszählung 2011.
Municipal Corporation
- Vellore (185.803)

Municipalities
- Dharapadavedu (38.833)
- Gudiyatham (91.558)
- Pernampattu (51.271)
- Sathuvachari (56.951)

Town Panchayats
- Allapuram (31.211)
- Gandhinagar (9.114)
- Kalinjur (19.828)
- Katpadi (28.797)
- Pallikonda (23.067)
- Pennathur (9.425)
- Shenbakkam (17.109)
- Thorapadi (16.700)
- Tiruvalam (9.153)

Zensusstädte
- Alamelumangapuram (7.900)
- Ariyur (7.251)
- Kangeyanallur (15.177)
- Kaniyambadi (9.597)
- Karugampattur (6.343)
- Kilmanavur (5.145)
- Kilvaithinankuppam (5.321)
- Konavattam (11.472)
- Kondasamudram (21.335)
- Odugathur (8.998)
- Palavansathu (22.176)
- Sathkar (8.632)
- Senur (9.078)
- Sevur (11.356)
- Valathur (5.529)
- Virinchipuram (7.699)
- Virudampattu (7.662)
- Virupakshipuram (14.779)